# Kurs auf Spaniens Küste
Kurs auf Spaniens Küste (engl. Originaltitel „Master and Commander“) ist der ursprüngliche deutsche Titel eines marinehistorischen Romans aus dem Jahr 1969, geschrieben von Patrick O’Brian. Das englische Original erschien zunächst in den USA bei J. B. Lippincott Co. und ein Jahr später bei Collins im Vereinigten Königreich. Die deutsche Übersetzung durch Jutta Wannenmacher erschien bei verschiedenen Verlagen. 
Seit 2023 verlegt der Kampa Verlag eine deutsche Neuauflage unter dem englischen Originaltitel.
Das Buch ist das erste einer Reihe von Abenteuerromanen, die zur Zeit der napoleonischen Kriege angesiedelt sind.
Protagonisten sind Jack Aubrey, Offizier in der Royal Navy und Dr. Stephen Maturin, sein Freund und engster Vertrauter. Die Romane drehen sich oft um die an Bord erlebten Abenteuer der von Aubrey kommandierten Schiffe und bieten aufgrund der detaillierten Fachsprache für maritim Interessierte besonderen Reiz, sind aber mit ihren lebendigen Charakteren und dem Bezug zu historischen Ereignissen und Figuren des frühen 19. Jahrhunderts auch für das breite Publikum interessanter Lesestoff. Der gleichnamige Hollywood-Film Master & Commander – Bis ans Ende der Welt basiert auf dieser Romanreihe.

## Handlung
Die Geschichte beginnt am 18. April 1800 in Port Mahon, einem damaligen Stützpunkt der britischen Marine auf Menorca.
Dort trifft Jack Aubrey als Leutnant ohne eigenes Kommando den halb irisch, halb spanischen Naturforscher und Philosophen Stephen Maturin. Bei ihrer ersten Begegnung während eines Konzertes kommt es fast zur Aufforderung zum Duell, da sich die Charaktere in die Haare kommen. Kurze Zeit später allerdings wird Aubrey zum Commander der Brigg Sophie befördert und trifft in seiner Euphorie zum zweiten Mal zufällig auf Maturin. Infolge des Treffens und der gemeinsamen Liebe für die Musik freunden sich die beiden an. Da es der Sophie an einem Bordarzt fehlt, bietet Aubrey Maturin diese Stelle an. Obwohl mehr Forscher als offizieller Chirurg, nimmt der zu der Zeit mittellose Maturin das Angebot an.
Für ihren ersten Auftrag muss Aubrey mit seinem Schiff einen kleinen Konvoi von Handelsschiffen ostwärts begleiten. Während dieser Reise kristallisiert sich die exzellente Seemannschaft von Aubrey heraus, der sofort Änderungen an den Segeleigenschaften des Schiffes vornimmt und dem Laien Maturin Grundlegendes der Seefahrt zu erklären versucht.
Hierbei werden auch andere Charaktere der Sophie-Besatzung eingeführt, von denen einige die Romanreihe und die Protagonisten Jack Aubrey und Stephen Maturin bis zum Ende begleiten werden. Unter ihnen sind Thomas Pullings, William Mowett, William Babbington, Barrett Bonden und der Steward Preserved Killick.
Maturin Verhältnis zum Ersten Offizier, Leutnant James Dillon, ist aufgrund der gemeinsamen Mitgliedschaft bei den United Irishmen zunächst unklar und scheint belastet.
Nach diesem ersten Konvoiauftrag wird der Sophie erlaubt, unabhängig auf Prisenjagd zu gehen.
Nachdem viele Prisen auf den Fahrten der Sophie erobert worden sind, führt dies zu Verwerfungen in den Beziehungen zwischen Aubrey und Dillon. Außerdem wird von Spanien aus die Schebecken-Fregatte Cacafuego beauftragt, die Sophie aufzubringen.
Eine erste Konfrontation kann Maturin mit einer List in seiner Eigenschaft als Mediziner durch Vortäuschen der Pest zum Guten abwenden.
Dennoch trifft die Sophie wenig später auf die Cacafuegeo, die der Sophie im ersten Moment weit überlegen scheint. Nach einer hitzigen Schlacht, in der Dillon fällt, wird die Cacafuego besiegt und erobert. Die einmalige Chance, nicht nur ein bedeutendes Prisengeld zu erzielen, sondern möglicherweise zusammen mit einer Beförderung zum Vollkapitän seine Sophie gegen die Fregatte eintauschen zu dürfen, verspielt Aubrey jedoch durch ein Liebesverhältnis mit der Ehefrau des Hafenkommandanten von Port Mahon, Captain Harte. Ausgerechnet der betrogene Ehemann hat über die Anerkennung des eroberten Schiffs als Prise zu entscheiden, was dazu führt, dass er aus Missgunst unter fadenscheinigen Begründungen das Schiff nicht als Prise anerkennt und anderweitig unter Wert verkauft.
Die Schlacht allerdings bringt Aubrey in der Royal Navy viel Ruhm und Anerkennung ein. Kurz darauf wird die Sophie während einer weiteren Eskortmission von den Franzosen aufgebracht und ihre Besatzung gefangen genommen. Dies geschieht vor dem historischen Hintergrund der Schlacht bei Algeciras im Jahre 1801, die die Protagonisten an Bord eines französischen Linienschiffes miterleben.
Nach kurzer Zeit werden die Gefangenen nach Gibraltar ausgetauscht, wo sich Aubrey vor einem Kriegsgericht für den Verlust der Sophie verantworten muss. Er wird ehrenhaft freigesprochen, da er angesichts der klaren Übermacht der Franzosen nichts unversucht gelassen hat, um sein Schiff zu retten.

## Auftretende Personen

### Fiktive Personen
- Leutnant, später Commander Jack Aubrey
- Dr. Stephen Maturin
- Leutnant James Dillon
- Thomas Pullings
- William Marshall
- William Babbington
- William Mowett
- Captain Harte
- Molly Harte
- Captain George Heneage Dundas
- Leutnant Dalziel

### Historisch verbürgte Personen
- James Saumarez, 1. Baron de Saumarez
- Lord Keith
- Charles-Alexandre Léon Durand Linois
- Capitaine de vaisseau Christy-Pallière
- George Heneage Dundas

## Kritiken
„Nothing is glamourised. The press gangings, the squalor are all here....The battle scenes are tremendous...This is not secondhand Forester, but a really fine piece of writing.“ (Sunday Mirror).

### Ausgaben
- Master and Commander: A new edition of the first book in the series, HarperCollins, 2022, ISBN 978-0006499152
- Kurs auf Spaniens Küste, Neuausgabe im Ullstein Taschenbuch, 2010, ISBN 978-3-548-28299-2
- Master und Commander: Das erste Abenteuer für Aubrey und Maturin, Kampa, 2023, ISBN 978-3311100805
- Hörbuch: Kurs auf Spaniens Küste: Die Jack-Aubrey-Serie 1, gelesen von Johannes Steck, Kübler Verlag, 2018

### Weiterführende Literatur
- Harbors and High Seas: Map Book and Geographical Guide to the Aubrey/Maturin Novels of Patrick O'Brian, Dean King; Henry Holt & Co, 2000; ISBN 978-0805066142; englischsprachiger Führer durch die komplette Aubrey-Maturin-Reihe